# Descent: FreeSpace - The Great War
Descent: FreeSpace - The Great War, conosciuto come Conflict: FreeSpace - The Great War in Europa, è un videogioco di combattimento spaziale sviluppato da Volition, Inc. e pubblicato da Interplay Entertainment nel 1998 per PC.
Nel 2001 è stato fatto un porting all'Amiga da Hyperion Entertainment. Descent: FreeSpace ha ricevuto valutazioni positive per la sua componente singleplayer di simulazione spaziale che integra tutte le caratteristiche auspicabili per il suo genere, d'altro canto l'esperienza multiplayer era affetta da pesanti lag e dal tracciamento inaccurato delle statistiche.
Un sequel, Descent: Freespace 2, venne pubblicato nel 1999.

## Trama
Il giocatore ricopre il ruolo di un pilota della Galactic Terran Alliance, nel momento in cui essa entra in guerra con gli alieni del Parliamentary Vasudan Empire. Questa guerra è interrotta dall'apparizione dei militanti ed enigmatici Shivan, che inizia ad abbattere Terran e Vasudan senza distinzione. Mettendo da parte le loro differenze, i Terran e i Vasudan formano una allenanza, e al giocatore vengono assegnate missioni per fermare l'avanzata genocida degli Shivan. Il giocatore pilota un caccia spaziale e deve, affiancato da compagni di squadra controllati dall'intelligenza artificiale, completare queste missioni per determinare il destino delle due specie. Le battaglie importanti nella storia vedono la comparsa delle navi ammiraglie, molto più grandi rispetto ai caccia guidati dal giocatore, e che esplodono spettacolarmente al momento della loro distruzione.

## Modalità di gioco
In Descent: FreeSpace - The Great War il giocatore effettua delle missioni di investigazione, di protezione o di distruzione di bersagli a bordo di un caccia spaziale. Alcuni hanno classificato Freespace tra i simulatori di volo, dal momento che ha più controlli e comandi di un tipico gioco arcade. Tuttavia, il suo modello di volo è semplice, simile a quello di TIE Fighter, nonostante l'implementazione di alcuni elementi della Meccanica classica,fisica Newtoniana come le collisioni precise. Nella modalità singleplayer, il giocatore deve seguire le missioni di una campagna.
Prima dell'inizio di una missione, il giocatore passa attraverso una fase di briefing, che spiega in dettaglio gli obiettivi principali. Al briefing segue una fase di selezione della nave e delle armi, aggiungendo un elemento di strategia alle missioni. Durante il volo, la visuale è in prima persona, dall'interno della cabina di comando del caccia; l'unica interfaccia visibile è quella dell'HUD. Il giocatore può personalizzare l'HUD cambiando il suo colore o nascondendo le informazioni mostrate.
Le missioni devono essere completate con successo per avanzare nella campagna. Comunque, non tutti gli obiettivi devono essere completati per terminare la missione con esito positivo. Il risultato di una missione può influenzare le missioni successive; ad esempio, se si permette ad una nave ammiraglia di scappare in una missione, essa potrebbe ritornare in una missione successiva. Le missioni completate possono essere rigiocate sul simulatore interno al gioco. Le missioni di addestramento sono integrate con le missioni ordinarie (e possono essere saltate), ed introducono gradualmente al giocatore i comandi e le tecniche avanzate a man mano che le missioni diventano più sofisticate. È stato riportato essere facilmente giocabile con la sola tastiera, o con un mouse o un joystick.
Le funzionalità multiplayer sono accessibili sia tramite Internet sia tramite LAN. I giocatori possono unirsi per completare missioni cooperative, o dividersi in squadre e scontrarsi gli uni con gli altri. La Chat vocale è disponibile, sebbene i recensori consiglino di usarla solo se si dispone di una connessione a banda larga o di una LAN. Il gioco online era gratuito attraverso il servizio offerto dalla Parallax Online, che si occupava anche di tenere traccia delle statistiche dei giocatori e della graduatoria di gioco.

## Sviluppo
"FreeSpace" è stato il primo progetto della Volition dopo essersi divisa dalla Parallax Software, che ha a sua volta creato la Outrage Entertainment. Freespace non fa parte della serie di giochi per computer "Descent", e non ha nessuna idea in comune e solo piccole porzioni del suo codice. Il prefisso "Descent" venne aggiunto solo per evitare problemi di marchio con l'utility di compressione dischi "FreeSpace" della Mijenix Corporation's. La Volition ha anche usato il termine "FreeSpace" all'interno del gioco per descrivere quello che in seguito sarebbe stato conosciuto come iperspazio. Il gioco è stato ideato da Adam Pletcher, con tutte le caratteristiche di simulatore spaziale che il suo team ha ritenuto essere divertenti. I giochi TIE Fighter e Wing Commander sono stati le fonti primarie di ispirazione, da cui si è preso spunto per il modello di volo del gioco, insieme ai combattimenti aerei storici tipici della seconda guerra mondiale. Le tematiche trattate nelle opere di fantascienza come Guerre stellari, Space: above and Beyond e Il gioco di Ender, collaborano per dare forma all'ambientazione e alla storia dell'universo di "FreeSpace". Le caotiche battaglie tra immensi stormi di navi comunemente trovate nelle opere di fantascienza sono diventate una delle caratteristiche di "FreeSpace".
Inizialmente composto da cinque, il progetto crebbe fino ad occupare 17 dipendenti. Il codice venne scritto da zero. La maggior parte dei moduli software erano collegati fra loro, aumentando la complessità e la difficoltà del progetto. Il codice conteneva piccole porzioni del codice di "Descent" per specifiche funzioni. Kulas, che aveva lavorato a varie versioni di "Flight Simulator" e di "Descent", riportò la sua esperienza nell'intelligenza artificiale del gioco. I livelli di difficoltà sono basati sull'avanzamento dell'IA nemica, piuttosto che semplicemente sull'aumento del danno e della vita dei nemici.
La fisica del gioco presenta alcuni elementi di realismo, come ad esempio la resa degli impatti sui caccia spaziali, nel quale l'oggetto colpito reagisce ruotando in modo appropriato, a differenza di quanto accade adoperando la sphere-based collision detection, dove l'impatto avrebbe semplicemente "spinto" il caccia in una direzione. A causa di vincoli di tempo e budget, molte delle scene di intermezzo e delle storie vennero tagliate dal prodotto finale.
Esempi di tali tagli includono una campagna dove l'alleanza Terran-Vasudan si ritira, e scene di tensione razziale all'interno dell'alleanza stessa.
Malgrado la promessa di una modalità Deathmatch per il multiplayer, essa non venne inserita nel prodotto finale. L'espansione "Silent Threat" soffrì degli stessi problemi a causa di problemi di budget e di tempo. Apogee Software annunciò il 12 dicembre 1997 che avrebbero pubblicato esclusivamente "FreeSpace" per i primi tre mesi prima di ripassare i diritti di pubblicazione alla Interplay Entertainment.
Questa azione era parte dell'accordo con Interplay per l'acquisto di quest'ultima dei diritti di "Descent"; Apogee decise di distribuire "FreeSpace" come shareware, con se stessa come unico distributore della versione registrata. Interplay, comunque, comprò i pieni diritti per "FreeSpace" da Apogee alla fine di aprile 1998, tenendo la proprietà del gioco solamente per se stessa.
Volition puntava a mettere in commercio un gioco di ottima qualità, e promise di consegnare un prodotto privo di gravi bug. I bug minori sarebbero stati sistemati in maniera tempestiva. Il gioco completo, tuttavia, aveva delle carenze ammesse dallo stesso team di sviluppo, come problemi nel codice multiplayer e alcuni problemi di progettazione. Il gioco ha ricevuto quattro patch, che hanno risolto la maggior parte dei bug e hanno migliorato le prestazioni del multiplayer. Le lamentele riguardo ad una missione online che assegnava punteggi non corretti, portò la Volition a rimuovere la missione dalle statistiche. Un'altra patch permise di abilitare l'EAX (Environmental audio extensions) sulle schede audio Creative Sound Blaster.
Interplay fece la sua parte nell'attrarre l'interesse della comunità creando concorsi ed espandendo il materiale per l'universo di "FreeSpace".
Nel frattempo, Volition creò la mappa ufficiale delle stelle e distribuì delle clip vocali Vasudan e delle note sullo sviluppo della storia. Interplay assunse scrittori di fantascienza come Fred Saberhagen, Simon Hawke, e Jeff Grubb per scrivere settimanalmente storie relative a "FreeSpace" per due mesi.
In preparazione per la distribuzione di "Silent Threat, Interplay organizzò un concorso dal 28 luglio al 25 agosto del 1998, nel quale le missioni create e proposte dai fan avrebbero potuto far vincere ai loro autori premi come copie gratuite di "Silent Threat", abbigliamento di "FreeSpace" e dispositivi di gioco.
Le proposte vennero giudicate da una giuria di "PC Gamer"; le proposte qualificate costituirono la metà delle missioni in "Silent Threat".
Il 14 dicembre 1999, Hyperion Entertainment annunciò l'acquisto della licensa per il porting di "FreeSpace" sull' Amiga. Dal 18 ottobre 2001, l'editore venne cambiato in Haage & Partner Computer. Nonostante l'uscita ufficiale del gioco fosse annunciata per dicembre 2001, l'approvazione per la commercializzazione venne ottenuta solamente il 7 gennaio 2002. Il gioco arrivò sugli scaffali senza un manuale stampato,, ma con il supporto addizionale al tedesco ed al francese. Hyperion dichiarò che sarebbe stato realizzato il porting di "Silent Threat" a condizione che il porting di "FreeSpace" avrebbe venduto bene. Ad oggi, "Silent Threat" non ha un porting sull'Amiga.

## Ambientazione
FreeSpace è ambientato in un futuro immaginario dove gli umani hanno scoperto come attraversare lunghe distanze saltando nell'iperspazio, e si sono diffusi tra le stelle col nome di Galactic Terran Alliance (GTA). Il giocatore viene catapultato nel gioco durante il quattordicesimo anno di guerra tra la GTA e gli alieni del Parliamentary Vasudan Empire. Nonostante i testi all'interno del gioco forniscano alcune speculazioni sulle origini della guerra, la storia non viene mai completamente spiegata, in modo da lasciare aperte le possibilità dello sviluppo della storia tramite sequel e espansioni. La trama venne descritta da Volition come non lineare, ed il suo sviluppo sarebbe dipeso leggermente dai risultati del giocatore nelle missioni. Lo scopo di ciò era migliorare la rigiocabilità del titolo.
Il filmato introduttivo svolge la funzione di prologo, dando ai giocatori una idea della storia dall'inizio. Esso tratta della guerra Terran-Vasudan, e da un rapido scorcio ai feroci alieni Shivan. Il giocatore esegue parecchie missioni di combattimento contro i Vasudan prima di incontrare le avanzate forze Shivan, che attaccano le due razze senza distinzioni. Incapaci di puntare o danneggiare gli Shivan con le loro armi primarie, i giocatori devono intraprendere varie missioni per la nuova alleanza Terran-Vasudan per recuperare il divario tecnologico con gli Shivan, mentre dovranno difendersi da un culto della morte Vasudan, chiamato "Hammer of Light". Il giocatore diviene fondamentale nel catturare l'SC "Taranis", un incrociatore Shivan. Le speranze date dalla cattura del "Taranis" risultano essere un MacGuffin, un espediente narrativo che enfatizza un particolare privo di importanza per mettere in moto l'intera storia. La cattura della nave serve solo come introduzione al boss principale del gioco, l'incrociatore pesante SD "Lucifer". Il "Lucifer" entra in scena distruggendo il "Taranis" e molte altre navi alleate, ponendo fine al clima di fiducia che si andava costituendo fin dalla cattura delle navi Shivan.
Durante la campagna, dei monologhi espressi dai membri di una razza estinta, gli Ancients, sono mostrati in dei filmati pre-renderizzati; accompagnati da uno sfondo di malinconia, queste scene dettagliano l'incontro degli Ancient con gli Shivan avvenuto millenni prima, lasciando intuire la lunga storia delle azioni degli Shivan, e le loro influenze sullo sviluppo delle specie senzienti. Essi predicono anche la distruzione del pianeta natale dei Vasudan e, cosa ancora più importante, rivelano il segreto per distruggere il “Lucifer”. Presto la storia fa notare che "gli Shivan sono i grandi distruttori ma anche i grandi preservatori", non essendo necessariamente malvagi o espansionisti; il loro ruolo invece è quello di sterminare le specie che sono avanzate oltre il dovuto all'interno dell'ordine cosmico. Gli Ancients capirono troppo tardi di aver commesso il "peccato" di conquistare altre razze per costruire un impero galattico; persino l'abbandono delle conquiste e il ritiro fino al loro pianeta natale non soddisfecero gli Shivan, che li inseguirono fino a portarli alla completa distruzione. Si ipotizza che se non fosse stato per l'intervento Shivan avvenuto 8000 anni prima, gli Ancients sarebbero divenuti così potenti da non permettere la sopravvivenza dei Terran e dei Vasudan e che l'espansione di queste due li abbia rese una minaccia nei confronti delle specie senzienti nascenti, secondo il punto di vista degli Shivan.

La distruzione del "Lucifer" nell'iperspazio tra i nodi di salto di Sol e Delta Serpentis è un evento inaspettato; il corridoio iperspaziale è distrutto e Sol rimane isolato dagli altri sopravvissuti Terran, che dovranno affrontare la possibilità di scontrarsi con gli Shivan nuovamente.
L'espansione "Silent Threat" riprende la storia direttamente da dove era stata lasciata. Il giocatore si unisce alla Galactic Terran Intelligence (GTI) mentre l'alleanza Terran-Vasudan si trova in condizioni fragili, e dovrà preservare l'alleanza placando senza pietà i soggetti ribelli e difendersi dai resti delle Forze Shivan. Tuttavia, il tutto si rivela essere una copertura, la GTI sta infatti organizzando un Colpo di Stato, e ha costruito un suo incrociatore pesante, il GTD "Hades", ibrido tra la tecnologia Terran e Shivan, che il giocatore deve distruggere.

## Accoglienza
"FreeSpace", che si piazzò al ventesimo posto nella top 100 di PC Gamer UK nell 1999, venne frequentemente confrontato con "Wing Commander: Prophecy" e "X-Wing vs. TIE Fighter" nelle recensioni, con i quali resse bene il confronto. "FreeSpace" venne considerato come una combinazione dei due titoli, possedendo le migliori qualità di ognuno; la trama è epica, ma il giocatore è solo un normale pilota coinvolto in battaglie con flotte di navi spaziali.
Considerata l'ispirazione dai classici simulatori spaziali e offrendo relativamente poco in termini di innovazione, venne marchiato da alcuni recensori come non originale.
La maggior parte dei recensori diedero poca considerazione alla trama del gioco, mentre alcuni la trovarono mancante della profondità necessaria per conquistare il giocatore. Alcuni suggerirono che il gioco sarebbe stato migliore se il giocatore avesse avuto un ruolo maggiore all'interno della story. Senza questo stimolo, questi recensori si sono ritrovati a giocare ad un gioco arcade molto curato, distaccati dai gregari e dall'ambiente. Questa sensazione venne acuita in "Silent Threat" con i suoi briefing e io suoi personaggi non giocanti "freddi ed inumani".
Molti recensori elogiarono la grafica di "FreeSpace", sostenendo che gli asteroidi fossero renderizzati realisticamente sullo sfondo di nebulose luminose, mentre galassie e stelle di vari colori sono disposte nello sfondo. Altri la pensarono diversamente, affermando che gli effetti 3D fossero meno spettacolari di quelli della versione renderizzata via software, le nebulose non erano convincenti, e le texture delle navi erano poco definite e mancanti di dettagli. Comunque, molti recensori concordarono all'unanimità che le esplosioni in "FreeSpace" fossero le più spettacolari che avessero mai visto, e furono impressionati dalla miriade di piccoli dettagli delle distruzioni delle navi ammiraglie. Sharky Extreme fu colpito dalla incapacità del gioco di andare oltre la risoluzione di 640x480. Anche l'intelligenza artificiale ricevette lodi dai recensori, infatti i gregari del giocatori erano indipendenti e seguivano correttamente gli ordini, fino al punto di coordinare attacchi alle navi ammiraglie. Similmente, i nemici del giocatore agivano in accordo per adempiere agli obiettivi della loro squadra.
Malgrado gli elogi di un recensore riguardo al multiplayer di "FreeSpace" tramite la connessione via cavo (cable), a quei tempi la maggioranza utilizzava la connessione dial-up, che criticarono fermamente la modalità multiplayer. Il problema principale era il lag. Desslock di GameSpot fu stupito dalla pubblicizzazione della capacità di supportare 16 giocatori online mentre non poteva supportarne neanche due con una connessione dial-up. Fitzgerald di Combatsim.com definì il multiplayer come dominato da bug, dopo aver sperimentato che molti dei suoi colpi non venissero registrati come colpi o come uccisioni delle navi nemiche dopo oltre 40 minuti di gioco; tutto a causa del Lag (informatica). Altri recensori si trovarono in situazioni simili, con armi che sparavano secondi dopo il rilascio del pulsante, e con le navi che si muovevano a scatti nella zona di gioco.
"Silent Threat" venne considerata una espansione decente ma banale. Le missioni della campagna erano scorte standard o missioni di distruzione, e non offrì nuovo equipaggiamento in grado di competere con il vecchio.
Le missioni stand-alone, tuttavia, attirarono molta attenzione per il modo in cui vennero concepite. Le proposte vincenti del concorso diedero fiato alla varietà delle missioni di gioco. Questo fu possibile grazie all'editor gratuito "FreeSpace Editor", o FRED. Con la capacità di importare file audio personali e file di animazione 3D, l'editor diede agli utenti le stesse possibilità della Volition di creare le missioni. Le possibilità offerte dall'editor risultarono in una chiamata alla comunità per fermare la valanga di missioni in stile "Battaglia di Endor", e per progettare missioni che seguissero la filosofia di Jason Hoffoss (Volition): ottenere di più con meno.

## Espansioni
È stata pubblicata nel 1998 Silent Threat, che include missioni aggiuntive.